# 박종룡
박종룡(1962년 2월 12일~)은 대한민국의 다이빙 선수로, 1984년 하계 올림픽에 참가했다.